# 668년

## 연호
- 당(唐) 건봉(乾封) 3년 / 총장(總章) 원년

## 기년
- 당(唐) 고종(高宗) 19년
- 신라(新羅) 문무왕(文武王) 8년
- 고구려(高句麗) 보장왕(寶臧王) 27년

## 사건
- 10월 31일(음력 9월 21일) - 나-당 연합군이 평양을 점령, 고구려가 28대 705년 만에 멸망하다.

## 문화
- 신라의 고승 의상이 치악산 기슭에 구룡사를 창건했다.

## 멸망
- 동로마 제국의 황제 콘스탄스 2세
- 고구려 보장왕이 신라와 당에 항복
- 백제의 말대 왕인 의자왕의 아들 풍왕